# Baijiania yunnanensis
Baijiania yunnanensis är en gurkväxtart som först beskrevs av An Min g Lu och Zhi Y. Zhang, och fick sitt nu gällande namn av An Min g Lu och J.Q. ?i. Baijiania yunnanensis ingår i släktet Baijiania och familjen gurkväxter. Inga underarter finns listade i Catalogue of Life.